# Hrvatski nogometni kup 2024./25.
Hrvatski nogometni kup 2024./25., sponzorskog naziva SuperSport Hrvatski nogometni kup bilo je trideset i četvrto izdanje Hrvatskog nogometnog kupa. U natjecanju je ukupno sudjelovalo 48 klubova. 
Naslov pobjednika iz sezone 2023./24. branio je GNK Dinamo Zagreb. 
Osvajač Hrvatskog nogometnog kupa za sezonu 2024./25. je HNK Rijeka.

## Sudionici
U natjecanju sudjeluje 48 klubova: 
- 16 najuspješnijih klubova po koeficijentu uspješnosti u natjecanju za Hrvatski nogometni kup u zadnjih pet godina
- 21 klub – pobjednici natjecanja za Županijski kup (pod vodstvom županijskih nogometnih saveza)
- 11 finalista županijskih kupova iz županijskih nogometnih saveza s najvećim brojem klubova

Klubovi kvalificirani preko županijskih kupova startaju u natjecanju od pretkola, a preko koeficijenta od šesnaestine finala.

## Rezultati

### Pretkolo
Ždrijeb parova pretkola kupa ili 1/32 finale, u kojem sudjeluju 32 kluba kvalificirana preko županijskih kupova, održan je 1. kolovoza 2024. godine.
Referentni datum odigravanja utakmica bio je 28. kolovoza 2024.
| 27. kolovoza 2024. 16:30 | NK Jadran Poreč             | 0:0 (3:2 – 11 m) | NK Radnik Križevci    | SRC "Veli Jože", Poreč           |
| 27. kolovoza 2024. 16:30 | NK Gaj Mače                 | 2:1 PP           | NK Karlovac 1919      | NK Gaj, Mače                     |
| 28. kolovoza 2024. 16:30 | NK Samobor                  | 10:0             | NK Ferdinandovac      | SC Samobor, Samobor              |
| 28. kolovoza 2024. 16:30 | NK Bednja Beletinec         | 2:1              | HNK Orijent 1919      | Kod mosta, Beletinec             |
| 28. kolovoza 2024. 16:30 | NK Neretvanac               | 2:0              | NK Bedem              | Podvornica, Opuzen               |
| 28. kolovoza 2024. 16:30 | NK Bilogora 91              | 1:0              | NK Zagora             | NK Bilogora 91, Grubišno Polje   |
| 28. kolovoza 2024. 16:30 | NK Dugopolje                | 0:0 (6:5 – 11 m) | NK Jarun              | ŠC Hrvatskih vitezova, Dugopolje |
| 28. kolovoza 2024. 16:30 | NK Banjole                  | 2:0              | GŠNK Mladost Petrinja | Prematinka, Banjole              |
| 28. kolovoza 2024. 16:30 | NK Nehaj Senj               | 0:4              | HNK Đakovo-Croatia    | Nehaj, Senj                      |
| 28. kolovoza 2024. 16:30 | NK Sava Strmec              | 0:7              | NK Pitomača           | SC Lazina, Strmec                |
| 28. kolovoza 2024. 16:30 | NK Sloga Nova Gradiška      | 0:1              | NK Bjelovar           | NK Sloga, Nova Gradiška          |
| 28. kolovoza 2024. 16:30 | NK Međimurec D-P            | 1:1 (0:3 – 11 m) | NK Varteks            | Hrašćica, Dunjkovec, Pretetinec  |
| 28. kolovoza 2024. 16:30 | NK Kustošija                | 3:0              | NK Polet (SMnM)       | Kustošija, Zagreb                |
| 28. kolovoza 2024. 16:30 | NK Zrinski Osječko 1664     | 4:0              | HNŠK Moslavina Kutina | Stadion Gradski vrt, Osijek      |
| 28. kolovoza 2024. 16:30 | NK Tomislav (DA)            | 5:0              | NK Sloga Borovo       | Tomislav Buhač, Donji Andrijevci |
| 28. kolovoza 2024. 16:30 | NK Hrvatski vitez Posedarje | 1:2              | NK Slavonija Požega   | Gordan Demo, Posedarje           |

### Šesnaestina završnice
U sjedištu Hrvatskog nogometnog saveza na osnovu natjecateljskih brojeva klubova bili su utvrđeni parovi šesnaestine finala, a prema kalendaru natjecanja utakmice su se igrale 11. rujna 2024. Klubovi koji u tom razdoblju imaju igrače u A i U-21 hrvatskoj reprezentaciji, na osnovu dogovora s povjerenstvom, utakmice su mogli igrati i u nekom ranijem ili kasnijem terminu, a kao zadnjem mogućem terminu 25. rujna 2024.
| 10. rujna 2024. 16:30 | NK Tomislav (DA)        | 0:2                      | NK Istra 1961                    | Tomislav Buhač, Donji Andrijevci |
| 10. rujna 2024. 16:30 | NK Zrinski Osječko 1664 | 0:2                      | HNK Šibenik                      | Stadion Gradski vrt, Osijek      |
| 10. rujna 2024. 16:30 | NK Jadran-Poreč         | 0:2                      | NK Mladost Ždralovi              | SRC Veli Jože, Poreč             |
| 11. rujna 2024. 16:30 | NK Samobor              | 2:4                      | NK Lokomotiva                    | SC Samobor, Samobor              |
| 11. rujna 2024. 16:30 | HNK Đakovo-Croatia      | 0:0 (1:1 PP, 4:5 – 11 m) | HNK Gorica                       | Đakovo, Đakovo                   |
| 11. rujna 2024. 16:30 | NK Kustošija            | 0:1                      | NK Slaven Belupo                 | Kustošija, Zagreb                |
| 11. rujna 2024. 16:30 | NK Pitomača             | 1:2                      | NK Rudeš                         | Pitomača, Pitomača               |
| 11. rujna 2024. 16:30 | NK Gaj Mače             | 1:2                      | NK Varaždin                      | NK Gaj, Mače                     |
| 11. rujna 2024. 16:30 | NK Slavonija Požega     | 3:0                      | NK Oriolik                       | NK Slavonija, Požega             |
| 11. rujna 2024. 16:30 | NK Dugopolje            | 1:0                      | NK BSK Bijelo Brdo               | ŠC Hrvatskih vitezova, Dugopolje |
| 11. rujna 2024. 16:30 | NK Bednja               | 3:0                      | NK Belišće                       | Kod mosta, Beletinec             |
| 11. rujna 2024. 16:30 | NK Bjelovar             | 4:0                      | NK Jaska Vinogradar Jastrebarsko | Gradski stadion, Bjelovar        |
| 17. rujna 2024. 16:30 | NK Bilogora 91          | 0:4                      | HNK Hajduk                       | NK Bilogora 91, Grubišno Polje   |
| 18. rujna 2024. 16:30 | NK Varteks              | 1:3                      | NK Osijek                        | SKUNC Sloboda, Varaždin          |
| 18. rujna 2024. 18:30 | HNK Rijeka              | 3:1                      | NK Neretvanac                    | Stadion HNK Rijeka, Rijeka       |
| 25. rujna 2024. 16:00 | NK Banjole              | 1:3                      | GNK Dinamo                       | Prematinka, Banjole              |

### Osmina završnice
U središnji HNS-a po završetku svih dvoboja šesnaestine finala utvrđeni su parovi osmine finala, a prema kalendaru natjecanja utakmice su se igrale u srijedu, 30. listopada 2024. godine. Dogovorom klubova i uz suglasnost Povjerenstva za natjecanje bilo je moguće da se utakmicu odigraju i u nekom drugom terminu, ali najkasnije do 4. prosinca 2024. godine. 
| 22. listopada 2024. 17:00 | NK Slavonija Požega | 1:2              | NK Osijek        | SRC Velika, Velika                               |
| 22. listopada 2024. 19:30 | NK Bednja           | 0:3              | HNK Rijeka       | Stadion HNK Rijeka, Rijeka (zamjena domaćinstva) |
| 30. listopada 2024. 14:00 | NK Mladost Ždralovi | 0:3              | HNK Hajduk       | Gradski stadion, Bjelovar                        |
| 30. listopada 2024. 14:00 | NK Rudeš            | 1:2              | NK Istra 1961    | ŠC Rudeš, Zagreb                                 |
| 14. studenoga 2024. 17:00 | NK Varaždin         | 1:1 (4:5 – 11 m) | HNK Gorica       | Stadion Varteks, Varaždin                        |
| 16. studenoga 2024. 16:30 | HNK Šibenik         | 1:2              | NK Slaven Belupo | Stadion Šubićevac, Šibenik                       |
| 27. studenoga 2024. 13:30 | NK Dugopolje        | 0:1              | NK Lokomotiva    | ŠC Hrvatskih vitezova, Dugopolje                 |
| 11. veljače 2025. 14:30   | NK Bjelovar         | 2:3              | GNK Dinamo       | Gradski stadion, Bjelovar                        |

### Četvrtzavršnica
U središnjici HNS-a, 12. prosinca 2024. godine utvrđeni su parovi četvrtfinala. Predviđeni termin odigravanja utakmica bio je 26. veljače 2025. godine
| 26. veljače 2025. 17:00 | HNK Hajduk       | 1:3          | HNK Rijeka    | Gradski stadion Poljud, Split               |
| 26. veljače 2025. 19:45 | GNK Dinamo       | 0:1          | NK Osijek     | Stadion Maksimir, Zagreb                    |
| 4. ožujka 2025. 17:00   | NK Istra 1961    | 3:0          | NK Lokomotiva | Aldo Drosina, Pula                          |
| 5. ožujka 2025. 17:00   | NK Slaven Belupo | 3:1 (0:0 PP) | HNK Gorica    | Gradski stadion Ivan Kušek Apaš, Koprivnica |

### Poluzavršnica
Ždrijeb polufinalnih parova održao se 6. ožujka 2025. Prema kalendaru natjecanja predviđeni termin odigravanja utakmica bio je 2. travnja 2025. godine.
| 2. travnja 2025 17:00 | NK Slaven Belupo | 0:0 (4:3 – 11 m) | NK Osijek     | Gradski stadion Ivan Kušek Apaš, Koprivnica |
| 2. travnja 2025 20:00 | HNK Rijeka       | 1:0              | NK Istra 1961 | Stadion HNK Rijeka, Rijeka                  |

## Završnica
Odlukom Povjerenstva za natjecanje HNK-a utakmice finala Hrvatskog kupa odigrale su se 14. i 29. svibnja 2025. godine.
Osvajač Hrvatskog nogometnog kupa za sezonu 2024./25. je HNK Rijeka.
| 14. svibnja 2025. 18:00 |          |            |                                                                                         |
| NK Slaven Belupo        | 1:1      | HNK Rijeka | Gradski stadion Ivan Kušek Apaš, Koprivnica Broj gledatelja: 4448 Sudac: Patrik Kolarić |
| Bosec 69'               | Izvješće | 26' Fruk   | Gradski stadion Ivan Kušek Apaš, Koprivnica Broj gledatelja: 4448 Sudac: Patrik Kolarić |

| 29. svibnja 2025. 19:00 |          |                  |                                                                   |
| HNK Rijeka              | 1:0      | NK Slaven Belupo | Stadion HNK Rijeka, Rijeka Broj gledatelja: 8181 Sudac: Dario Bel |
| Djouahra 60'            | Izvješće |                  | Stadion HNK Rijeka, Rijeka Broj gledatelja: 8181 Sudac: Dario Bel |

## Vanjske poveznice
- SuperSport HNK 2024./2025.